# 23306 Adamfields
23306 Adamfields là một tiểu hành tinh vành đai chính với chu kỳ quỹ đạo là 1310.8701174 ngày (3.59 năm).
Nó được phát hiện ngày 2 tháng 1 năm 2001.